# Ariolimacidae
Gli Ariolimacidi (Ariolimacidae Pilsbry & Vanatta, 1898) sono una famiglia di molluschi gasteropodi terrestri polmonati dell'ordine Stylommatophora.

## Descrizione
Sono molluschi privi di conchiglia.

## Tassonomia
La famiglia comprende i seguenti generi:
- Sottofamiglia Ariolimacinae Pilsbry & Vanatta, 1898
  - Anadenulus Cockerell, 1890
  - Ariolimax Mörch, 1859
  - Hesperarion Simroth, 1891
  - Magnipelta Pilsbry, 1953
  - Meadarion Pilsbry, 1948
  - Prophysaon Bland & W.G. Binney, 1873
  - Udosarx Webb, 1959
- Sottofamiglia Zacoleinae Webb, 1959
  - Zacoleus Pilsbry, 1903